# Munidopsis taurulus
Munidopsis taurulus is een tienpotigensoort uit de familie van de Munidopsidae. De wetenschappelijke naam van de soort is voor het eerst geldig gepubliceerd in 1892 door Ortmann.